# 1-й Елагин мост
1-й Ела́гин мост — автодорожный металлический разводной мост через Среднюю Невку в Петроградском районе Санкт-Петербурга, соединяет между собой Елагин и Каменный острова.

## Расположение
Мост связывает Центральный парк культуры и отдыха имени С. М. Кирова (ЦПКиО) с площадью Старого Театра. Рядом с мостом расположен Каменноостровский театр. В 1936 году на небольшой предмостной площади появился бронзовый бюст С. М. Кирова, выполненный скульптором Н. В. Томским. 
Ниже по течению находится 2-й Елагин мост. 
Ближайшая станция метро — «Крестовский остров».

## Название
Название моста известно с 1828 года и дано по названию Елагина острова, который в свою очередь был назван по имени владельца — государственного деятеля И. П. Елагина.

## История
Наплавной мост появился здесь в 1817 году, он стал первым деревянным мостом, ведущим на Елагин остров, и восьмым наплавным мостом в Петербурге. В 1826 году мост был передан из ведомства Кабинета Его Величества в городское управление. На плане Шуберта 1828 года здесь показан плашкоутный мост. В 1831 году он был заменён постоянным девятипролётным ригельно-подкосным деревянным мостом. Проект разработали инженеры П. П. Базен и А. И. Мальте. В 1861 году выполнен ремонт балок моста. В 1875 году были укреплены речные быки. В 1880 году мост был перестроен с сохранением прежних девяти пролётов. Ширина моста была равна 14 м.
В 1909—1910 годах мост был полностью перестроен с устройством разводного пролёта. Разводное пролётное строение было двукрылое, раскрывающейся системы. Состояло из 4-х деревянных рам. Разводка моста производилась с помощью ручных лебедок. Устои моста состояли из деревянных свай и забирной стенки. Промежуточная опора — башенного типа на свайном основании. Покрытие на мосту было деревянное.
В 1931 году был произведён капитальный ремонт моста с сохранением прежней конструкции и свай основания. Лебёдки для разводки моста были заменены на электромоторы.
В 1951—1952 годах мост был перестроен по проекту инженера «Ленгипроинжпроекта» В. В. Блажевича в девятипролётный, металлический балочно-разрезной системы с однокрылым разводным пролётным строением посередине. Работы выполнило СУ-2 треста «Ленмостострой» под руководством главного инженера В. Е. Ефимова. Будучи серийным проектом, новый мост практически не отличался от 3-го Елагина моста, сооружённого в 1951 году. В 1975—1976 годах по проекту инженера В. П. Кошкиной произведён капитальный ремонт моста. Деревоплита на проезжей части стационарных пролётов заменена железобетонной, из сборных плит. В 1981 году произведён ремонт механизмов разводного пролёта. В 1999 году в створе опор моста установили металлические охранные кусты взамен деревянных.
В 2016 году была проведена экспертиза моста, признавшая его аварийным, а свайное поле опор — не подлежащим ремонту. По заказу дирекции транспортного строительства КРТИ ООО «Инжстройконсалт» разработало проект реконструкции, который подразумевает снос и воссоздание переправы с сохранением местоположения и конфигурации. 7 июня 2021 началась разборка пролётов. Планируется, что работы завершатся осенью 2022 года.

## Конструкция
Мост разводной, общее количество пролётов — 9, из них два судоходных и один разводной раскрывающийся однокрылый. Схема моста с учётом полной длины пролётных строений: 
12,05 + 11,38 + 12,44 + 8,22 + 16,08 + 9,01 + 12,85 + 11,28 + 12,05 м.
Стационарные пролётные строения сталежелезобетонные. Главные балки металлические сварные состоят из двутавровых балок № 55. Балки соединены попарно и по три балки швеллерами № 20. В поперечном сечении пролётное строение состоит из 7 главных балок, расстояние между балками 1,6 м. 
Пролётное строение разводного пролёта металлическое, сварное однокрылое, раскрывающейся системы с неподвижной осью вращения и жестко прикреплённым противовесом. В поперечном сечении крыло состоит из 2-х главных балок. Размер разводного пролёта — 16,12 м. Угол раскрытия крыла 76°. Разводка производится с помощью электромеханического привода. Мост разводят не по графику, а по предварительным заявкам для пропуска маломерных судов. 
Устои моста обсыпные, бетонные на деревянном свайном основании. Промежуточные опоры постоянных пролётов моста башенного типа на свайном основании. Обстройка опор выше ординара металлическая из двутавровых балок и уголков. Опоры разводного пролёта металлические рамные на свайном основании. Свайное основание всех опор — деревянные сваи диаметром 26 см. Все опоры защищены от навала судов и льда свайными кустами, устроенными с верховой и низовой сторон моста.
Мост предназначен для движения автотранспорта и пешеходов. Покрытие прохожей части — асфальтобетон. Тротуары устроены в повышенном уровне на тротуарных блоках. Перильное ограждение металлическое сварное простого рисунка, однотипное с ограждениями 2-го Елагина моста. Длина моста составляет 107,9 м, ширина между перилами — 11,5 м (ширина проезжей части 7,0 м). 